# William Radford (Politiker)
William Radford (* 24. Juni 1814 in Poughkeepsie, New York; † 18. Januar 1870 in Yonkers, New York) war ein US-amerikanischer Jurist und Politiker. Zwischen 1863 und 1867 vertrat er den Bundesstaat New York im US-Repräsentantenhaus.

## Werdegang
William Radford wurde während des Britisch-Amerikanischen Krieges in Poughkeepsie geboren. Er erhielt eine bescheidene Schulbildung. 1829 zog er nach New York City, wo er kaufmännischen Geschäften nachging. Politisch gehörte er der Demokratischen Partei an.
Bei den Kongresswahlen des Jahres 1862 für den 38. Kongress wurde Radford im zehnten Wahlbezirk von New York in das US-Repräsentantenhaus in Washington, D.C. gewählt, wo er am 4. März 1863 die Nachfolge von Marius Schoonmaker antrat. Nach einer erfolgreichen Wiederwahl erlitt er im Jahr 1866 bei einer erneuten Kandidatur eine Niederlage und schied nach dem 3. März 1867 aus dem Kongress aus.
Nach seiner Kongresszeit nahm er wieder seine früheren Geschäfte auf. Er verstarb am 18. Januar 1870 in Yonkers und wurde dann auf dem Old Presbyterian Cemetery in Westfield (New Jersey) beigesetzt. Zu jenem Zeitpunkt war der Bürgerkrieg ungefähr viereinhalb Jahre zu Ende.